# Oscar Bobb
Oscar Bobb (* 12. července 2003 Oslo) je norský profesionální fotbalista, který hraje na pozici křídelníka či útočníka za anglický klub Manchester City FC a za norský národní tým.

## Klubová kariéra
Bobb se narodil v Oslu a v mládežnických kategoriích hrál za místní klub FK Lyn a následně i za klub Vålerenga IF. Bobb se v červenci 2019 připojil k akademii anglického Manchesteru City.
Dne 2. září 2023 Bobb debutoval v Premier League, a to v zápase proti Fulhamu. V 88. minutě nahradil Phila Fodena a podílel se na pátém gólu, který vstřelil norský reprezentant Erling Haaland. 19. září debutoval v Lize mistrů v utkání proti FK Crvena zvezda, v 83. minutě nahradil Phila Fodena a pomohl výhře 3:1. 13. prosince vstřelil Bobb svůj první gól v Lize mistrů, a to v odvetném zápase s Crvenou Zvezdou.
Oscar Bobb získal ocenění Premier League Goal of the Month za měsíc leden, a to za vítězný zásah při vítězství Manchesteru City 3:2 na hřišti Newcastlu United. Po příchodu z lavičky v 82. minutě, kdy byl stav zápasu nerozhodný 1:1, se Bobb v první minutě nastaveného času střelecky prosadil; po krásné přihrávce Kevina De Bruyneho obehrál brankáře Martina Dúbravku a vstřelil svůj první gól v Premier League.

## Reprezentační kariéra
Bobb byl poprvé povolán do norského národního týmu na říjnové zápasy v roce 2023. V reprezentaci debutoval 12. října jako střídající hráč v 63. minutě při vítězství 4:0 nad Kyprem v kvalifikaci na EURO 2024. 16. listopadu 2023 vstřelil Bobb svůj reprezentační gól, a to v přátelském zápase proti Faerským ostrovům.